# Нікотинова жувальна гумка
Нікотинова жувальна гумка — лікувальна жувальна гумка що забезпечує постачання нікотину в організм. Призначена для курців і використовується як допоміжний засіб в нікотин замісній терапії з метою зниження симптомів відміни, пов'язаних з припиненням куріння. Нікотин з жувальної гумки всмоктується через слизову оболонку порожнини рота і досягає крові за рахунок поглинання тканинами порожнини рота. Таблетки вивільнюють менше нікотину, в порівнянні з жувальною гумкою.

## Бренди
До найвідоміших брендів належать: Nicorette (США, Індія), Nicotinelle (Австралія, Нова Зеландія, США).
Нікотинова жувальна гумка Нікоретте була розроблена в Швеції і була першим у світі медичним продуктом випущеним для лікування тютюнової залежності.

## Застосування і дія
Жувати нікотиновмісну жувальну гумку треба повільно і з перервами. В перервах розташовують її в різних місцях між щоками і яснами, поки смак не стане слабкішим. Коли гіркота знизиться, жування відновлюють і повторюють процес. Жування триває поки в жувальній гумці закінчиться нікотин, що займає близько 30 хвилин. Під час цих 30 хвилин, в роті з'являється відчуття гіркоти. Їжі або пиття (крім води) уникають протягом 15 хвилин перед користуванням, бо це призводить до зниження поглинання нікотину. Вміст нікотину, як правило, складає 2 або 4 мг нікотину, що відповідає приблизно вмісту нікотину 1 або 2 сигарет. Приймають по 1 шт кожні 1-2 години. Споживчий попит триває не більше 30 днів, і повинен поступово знижувати кількість нікотину з плином часу.
Можливими побічними ефектами при жуванні нікотинових жувальних гумок є біль у шлунку, щелепний біль, біль у горлі або роті, головний біль, гикавка, анорексія.
Протипоказання: хвороби серця або важкі судинні захворювання, виразкова хвороба; стоматологічні протези, проблеми скронево-нижньощелепного суглоба та запалення або інфекції в горлі.